# Willfried Gredler
Willfried Gredler (geboren als Wilfried Gredler-Oxenbauer am 12. Dezember 1916 in Wien, Österreich-Ungarn; gestorben am 18. November 1994 ebenda) war ein österreichischer Diplomat und Politiker (FPÖ).

## Leben
Willfried Gredlers Vater Richard Oxenbauer nahm 1913 den Familiennamen Gredler-Oxenbauer an. Seine Mutter Berta Kiticsan stammte aus einer Offiziersfamilie, die Ehe wurde 1923 geschieden.
Gredler studierte unter anderem an der Hochschule für Welthandel und besuchte die Konsularakademie (Dr. iur.). Er war ab November 1936 illegales Mitglied österreichischen NSDAP und der SA. Nach dem Anschluss Österreichs beantragte er am 24. Mai 1938 die reguläre Aufnahme in die NSDAP und wurde rückwirkend zum 1. Mai desselben Jahres aufgenommen (Mitgliedsnummer 6.334.817). Im Juli 1939 trat er in den Justizdienst ein, im Mai 1940 wurde er Soldat. Gredler wurde im September 1942 als Angestellter für Deutschtumsfragen beim Auswärtigen Amt eingestellt und war im zweiten Halbjahr 1943 im besetzten Belgrad beschäftigt.
Nach dem Zweiten Weltkrieg gehörte Gredler zunächst der ÖVP an und war gemeinsam mit Ernst Strachwitz führend in der „Jungen Front“ und danach in der Aktion zur politischen Erneuerung tätig, die mit dem Verband der Unabhängigen kooperierte. Von 1953 bis 1963 war er Abgeordneter zum Nationalrat, von 1956 bis 1963 Klubobmann der FPÖ. Ab 1960 gehörte er der österreichischen Delegation zur Beratenden Versammlung des Europarates an. Von 1963 bis 1970 war er Vertreter Österreichs beim Europarat, in den Jahren 1970 bis 1980 Botschafter in Bonn und Peking. Er wurde am Wiener Zentralfriedhof bestattet.
Gredler kandidierte bei der Bundespräsidentenwahl 1980 und erreichte 17 % der Stimmen.

## Auszeichnungen
- 1963: Großes Silbernes Ehrenzeichen für Verdienste um die Republik Österreich[5]
- 1975: Orden wider den tierischen Ernst
- 1991: Großes Goldenes Ehrenzeichen für Verdienste um die Republik Österreich[6]